# Commonwealth Games 2018/Hockey
Bei den Commonwealth Games 2018 in Gold Coast, Australien, fand vom 5. bis 14. April 2018 je ein Hockey-Turnier der Damen und Herren statt. Austragungsort sämtlicher Spiele war das Gold Coast Hockey Centre.

## Herren

### Vorrunde

#### Gruppe A
| Südafrika – Schottland  |  | 2:4 |
| Neuseeland – Kanada     |  | 6:2 |
| Kanada – Schottland     |  | 1:0 |
| Australien – Südafrika  |  | 4:0 |
| Neuseeland – Südafrika  |  | 6:0 |
| Australien – Schottland |  | 6:1 |
| Neuseeland – Schottland |  | 5:2 |
| Australien – Kanada     |  | 4:0 |
| Australien – Neuseeland |  | 2:1 |
| Kanada – Südafrika      |  | 0:2 |

#### Gruppe B
| Pakistan – Wales    |  | 1:1 |
| England – Malaysia  |  | 7:0 |
| Malaysia – Wales    |  | 3:0 |
| Indien – Pakistan   |  | 2:2 |
| England – Pakistan  |  | 2:2 |
| Indien – Wales      |  | 4:3 |
| Indien – Malaysia   |  | 2:1 |
| England – Wales     |  | 3:2 |
| Malaysia – Pakistan |  | 1:1 |
| Indien – England    |  | 4:3 |

### Spiel um Platz 9
| Südafrika – Wales |  | 2:3 |

### Spiel um Platz 7
| Kanada – Pakistan |  | 1:3 |

### Spiel um Platz 5
| Schottland – Malaysia |  | 1:2 |

### Finalrunde
|  | Halbfinale          | Halbfinale |         |   | Finale | Finale |
|  |                     |            |         |   |        |        |
|  | Australien          | 2          |         |   |        |        |
|  | England             | 1          |         |   |        |        |
|  |                     |            |         |   |        |        |
|  |                     |            |         |   |        |        |
|  | Australien          | 2          |         |   |        |        |
|  |                     | Neuseeland | 0       |   |        |        |
|  |                     |            |         |   |        |        |
|  | Spiel um Platz drei |            |         |   |        |        |
|  |                     |            | England | 2 |        |        |
|  | Neuseeland          | 3          | Indien  | 1 |        |        |
|  | Indien              | 2          |         |   |        |        |

## Damen

### Vorrunde

#### Gruppe A
| Indien – Wales       |  | 2:3 |
| England – Südafrika  |  | 2:0 |
| Indien – Malaysia    |  | 4:1 |
| England – Wales      |  | 5:1 |
| Südafrika – Malaysia |  | 1:1 |
| England – Indien     |  | 1:2 |
| Südafrika – Wales    |  | 2:0 |
| England – Malaysia   |  | 3:0 |
| Indien – Südafrika   |  | 1:0 |
| Malaysia – Wales     |  | 1:0 |

#### Gruppe B
| Schottland – Neuseeland |  | 1:6  |
| Australien – Kanada     |  | 1:0  |
| Neuseeland – Ghana      |  | 12:0 |
| Kanada – Schottland     |  | 0:0  |
| Australien – Ghana      |  | 5:0  |
| Neuseeland – Kanada     |  | 0:0  |
| Schottland – Ghana      |  | 5:0  |
| Australien – Neuseeland |  | 0:0  |
| Australien – Schottland |  | 2:0  |
| Kanada – Ghana          |  | 5:1  |

### Spiel um Platz 9
| Wales – Ghana |  | 1:1, 2:0 n. S. |

### Spiel um Platz 7
| Malaysia – Schottland |  | 2:4 |

### Spiel um Platz 5
| Südafrika – Kanada |  | 1:3 |

### Finalrunde
|  | Halbfinale          | Halbfinale |         |   | Finale | Finale |
|  |                     |            |         |   |        |        |
|  | England             | 0 (1)      |         |   |        |        |
|  | Neuseeland          | 0 (2)      |         |   |        |        |
|  |                     |            |         |   |        |        |
|  |                     |            |         |   |        |        |
|  | Neuseeland          | 4          |         |   |        |        |
|  |                     | Australien | 1       |   |        |        |
|  |                     |            |         |   |        |        |
|  | Spiel um Platz drei |            |         |   |        |        |
|  |                     |            | England | 6 |        |        |
|  | Australien          | 1          | Indien  | 0 |        |        |
|  | Indien              | 0          |         |   |        |        |

## Medaillenspiegel
| Platz | Land       | Gold | Silber | Bronze | Gesamt |
| ----- | ---------- | ---- | ------ | ------ | ------ |
| 1     | Australien | 1    | 1      | —      | 2      |
| 1     | Neuseeland | 1    | 1      | —      | 2      |
| 3     | England    | —    | —      | 2      | 2      |

## Weblink
- Offizielle Ergebnisse Hockey